# Probopyrus panamensis
Probopyrus panamensis är en kräftdjursart som beskrevs av Richardson1912. Probopyrus panamensis ingår i släktet Probopyrus och familjen Bopyridae. Inga underarter finns listade i Catalogue of Life.